# Ludo Delcroix
Pour les articles homonymes, voir Delcroix.
Ludo Delcroix, né le 28 octobre 1950 à Kalmthout, est un coureur cycliste belge.

## Biographie
Il est professionnel de 1973 à 1982. Son cousin André a également été cycliste professionnel.

## Palmarès

### Palmarès amateur
- 1972
  - Bruxelles-Opwijk
  - 2e du championnat de Belgique du contre-la-montre par équipes amateurs
  - 3e de la Course des chats

### Palmarès professionnel
- 1973
  - Prix de Saint-Amands
- 1974
  - 6eb étape du Tour de France (contre-la-montre par équipes)
  - 2e de la Flèche rebecquoise
  - 2e du Circuit du Brabant central
- 1975
  - Circuit de la vallée de la Lys
- 1977
  - Grand Prix franco-belge :
    - Classement général
    - 1reb étape

  - 5e étape Tour de Romandie
  - 1reb étape du Tour de France (contre-la-montre par équipes)
- 1978
  - 2e étape des Trois Jours de La Panne
  - 3e étape de l'Étoile des Espoirs
  - 2e du Grand Prix Briek Schotte
  - 2e de Kuurne-Bruxelles-Kuurne
- 1979
  - 9e étape du Tour de France
- 1980
  - 1re étape du Tour des Pays-Bas
  - Grand Prix Jef Scherens
  - 2e du Tour des Pays-Bas
  - 2e du Grand Prix du 1er mai
- 1981
  - 2e du Grand Prix E3
- 1982
  - 3e du Tour du Hainaut occidental

## Résultats sur les grands tours

### Tour de France
8 participations
- 1973 : hors délais (4e étape)
- 1974 : 58e, vainqueur de la 6eb étape (contre-la-montre par équipes)
- 1975 : 57e
- 1977 : hors délais (17e étape), vainqueur de la 7eb étape (contre-la-montre par équipes)
- 1979 : 39e, vainqueur de la 9e étape
- 1980 : 47e
- 1981 : 74e
- 1982 : 91e

### Tour d'Italie
3 participations
- 1974 : 50e
- 1976 : 53e
- 1978 : non-partant (17e étape)